# Phéax (mythologie)
Pour les articles homonymes, voir Phéax.
Dans la mythologie grecque, Phéax (en grec ancien Φαίαξ / Phaíax), fils de Poséidon et de Corcyre, est le héros éponyme des Phéaciens.
Conon le Mythographe le présente comme le père d'Alcinoos et de Locros.